# Jaime Milans del Bosch
Pour les articles homonymes, voir Milans del Bosch.
 (mars 2016).
Si vous disposez d'ouvrages ou d'articles de référence ou si vous connaissez des sites web de qualité traitant du thème abordé ici, merci de compléter l'article en donnant les références utiles à sa vérifiabilité et en les liant à la section « Notes et références ».
Jaime Milans del Bosch y Ussía (né à Madrid le 8 juin 1915, mort dans la même ville le 26 juillet 1997) est un militaire espagnol qui fut lieutenant général de l'armée espagnole et capitaine général de la IIIe Région militaire (Valence).

## Biographie
Il a combattu pendant la Seconde Guerre mondiale sur le front de l'Est dans les rangs de la Division Azul et a de ce fait été décoré de la croix de fer.
Après être rentré en Espagne, devenu général, il prend le commandement de la division blindée Brunete, unité d'élite stationnée aux portes de Madrid. Toutefois ses positions politiques lui valurent de perdre ce commandement après la mort de Franco.
Partisan de la fin de la transition démocratique espagnole et le retour d'un gouvernement militaire, il est l'un des protagonistes principaux du coup d'État du 23 février, durant lequel il fait quadriller par ses chars les rues de Valence. Après l'échec du coup d'état, il est destitué le 25 février 1981, puis jugé le 19 février 1982, avec trente autres personnes, et condamné à trente ans de prison.
Libéré en 1991, il meurt en 1997 d'une tumeur au cerveau.